# SoftQuad Software
SoftQuad Software era un'azienda di software canadese nota per il primo editor commerciale per HTML, HoTMetaL. Altri prodotti molto conosciuti della SoftQuad sono stati Author/Editor, il primo editor per SGML, e Panorama, il primo browser plugin per SGML.